# رستم خوریانی
خواجه حسام‌الدین رستم خوریانی شاعر دوره تیموری بود.
او در ۷۶۳ هجری قمری در خوریان بسطام ولادت یافت. وی در سال ۸۰۹ هجری، به خدمت شاهزاده عمر میرانشاه نواده تیمور رسید. پس از مرگ عمر میرانشاه، رستم بیست و پنج سال دیگر زندگی کرد و در این زمان نیز به دیگر شاهزادگان تیموری، از جمله به الغ‌بیک فرزند شاهرخ خدمت می‌کرد. دیوان اشعار خوریانی مشتمل بر اشعاری در قالب‌های مختلف ادبی از جمله قصیده، غزل، قطعه و مثنوی است. در اشعار رستم، چندین بار از غزل‌های شاعرانی چون حافظ، سعدی و مولوی استقبال شده است.